# HD 34798
HD 34798，又名BD-18 1055，SAO 150335、HR 1753，是一颗恒星，视星等为6.36，位于銀經220.34，銀緯-28.36，其B1900.0坐标为赤經5h 14m 54.2s，赤緯-18° -28.36′ 26″。